# Ligne de tramway 36A
La ligne 450 ou ligne 36A/36B est une ancienne ligne du tramway du Centre de la Société nationale des chemins de fer vicinaux (SNCV) qui reliait Binche à Bersillies-l'Abbaye et Montignies-Saint-Christophe.

## Histoire
18 mai 1912 : mise en service entre Binche Postes et Merbes-le-Château; traction vapeur.
3 mars 1914 : prolongement et création de deux antennes, l'une vers Bersillies-l'Abbaye, l'autre vers Montignies-Saint-Christophe.
1935 : traction par autorail.
1er août 1936 : attribution des indices 36A (antenne de Bersillies) et 36B (antenne de Montignies), ces indices ne seront cependant jamais utilisés, les véhicules continuant d'utiliser des plaques de destination.
1940 : suppression de l'antenne de Montignies.
1er août 1953 : suppression.

## Infrastructure

### Dépôts et stations
Nom : (gare) : quand le dépôt ou la station est accolé ou proche d'une gare.
Type : D : dépôt , S : station , Sf : si la station sert de gare douanière à la frontière , Sp : si la station est établie dans un bâtiment privé le plus souvent un café ou plus rarement une habitation privée.
| Illustration | Nom              | Type | Commune          | Localisation                | État            | Remarques |
| ------------ | ---------------- | ---- | ---------------- | --------------------------- | --------------- | --------- |
|              | Solre-sur-Sambre | D    | Solre-sur-Sambre | 50° 18′ 54″ N, 4° 09′ 34″ E | En service TEC. |           |

## Exploitation

### Horaires
Tableaux : 450 en 1931 ; 695 en 1950.